# 와지마정
와지마정(輪島町)은 이시카와현 후게시군에 설치되었던 정이다.